# Понт (римська провінція)

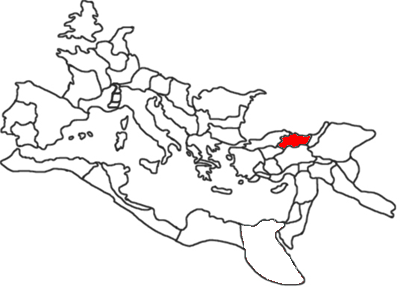
Римська провінція Понт бл. 120 року.

Римська провінція Понт (дав.-гр. Πόντος, лат. Pontos, вірм. Պոնտոս)) — латинізована назва регіону південного узбережжя Чорного Моря (Понта Евксинського — дав.-гр. Εὔξενος Πόντος).
У різний час межі Понта змінювалися: спочатку він займав вузьку смугу від мису Язон до річки Галіс; пізніше, коли утворилося Понтійське царство, Понт межував з Віфінією на заході і Вірменією на сході, з Каппадокією, Галатією та Малою Вірменією на півдні.
За часів правління консула Антонія середня частина Понту, на схід від річки Іриса, була подарована онукові Мітрідата, Полемону, а східна частина (від Фарнака до річки Гісен) дісталася каппадокійському царю Архелаю, разом з рукою вдови Полемона, Піфодоріди. З 14 року до н.е. для посилення впливу Риму в східному Понтійському регіоні існував власний флот.
За правління Полемона II у 63 році Понт знову був обернений в римську провінцію, а за Константина був розділений на 2 області західну — Геленопонт (на честь матері, імператриці Олени) і східну — Полемонів Понт.
Понт і Віфінія як римські провінції займали майже все південне узбережжя Чорного Моря та третину північної Малої Азії (800 х 250 км).
В 1070 перейшла провінція у володіння сельджуків.
Назва понтійські гори вживається і досі і позначає гірські масиви на півночі Малої Азії перед Чорним Морем.